# Jay Harrison
Jay Harrison (* 3. November 1982 in Oshawa, Ontario) ist ein ehemaliger kanadischer Eishockeyspieler, der im Verlauf seiner aktiven Karriere zwischen 1998 und 2016 unter anderem 372 Spiele für die Toronto Maple Leafs, Carolina Hurricanes und Winnipeg Jets in der National Hockey League auf der Position des Verteidigers bestritten hat. Darüber hinaus absolvierte Harrison über 470 weitere Partien in der American Hockey League (AHL).

## Karriere

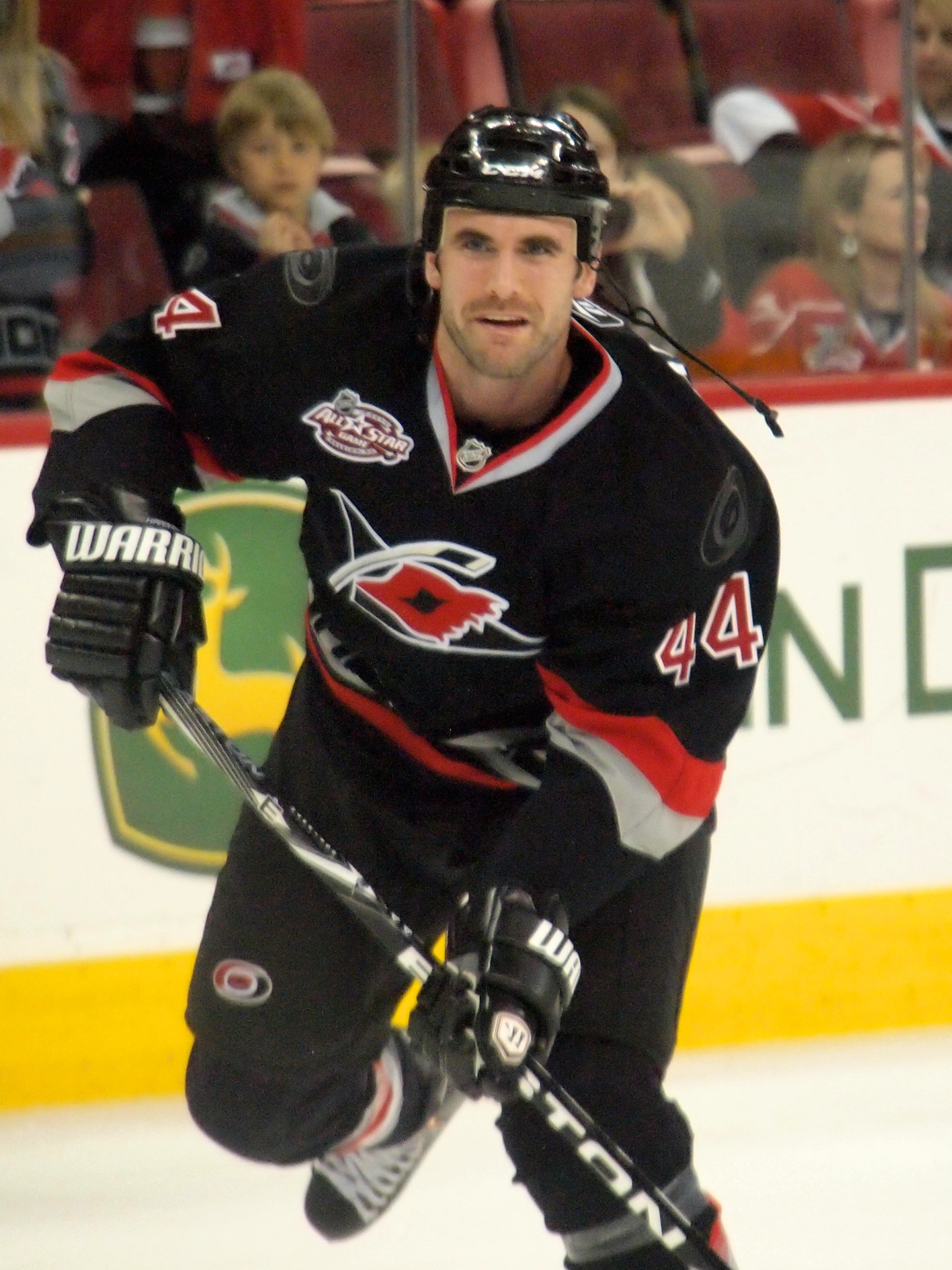
Harrison im Trikot der Carolina Hurricanes (2011)

Jay Harrison begann seine Karriere als Eishockeyspieler beim Brampton Battalion, für das er von 1998 bis 2002 in der Ontario Hockey League (OHL) aktiv war. In dieser Zeit wurde er im NHL Entry Draft 2001 in der dritten Runde als insgesamt 82. Spieler von den Toronto Maple Leafs aus der National Hockey League (NHL) ausgewählt. Anschließend spielte der Verteidiger je drei Spielzeiten für deren Farmteams aus der American Hockey League (AHL), die St. John’s Maple Leafs und Toronto Marlies. Dabei absolvierte Harrison zwischen 2005 und 2007 auch 13 Spiele für die Maple Leafs in der NHL.
Zur Saison 2008/09 wechselte der Rechtsschütze nach Europa zum EV Zug aus der Schweizer National League A (NLA), beendete sie jedoch bei seinem Ex-Klub Toronto Maple Leafs, für den er weitere sieben Partien in der NHL absolvierte, in denen er eine Vorlage gab. Am 9. Juli 2009 erhielt Harrison einen Zweijahresvertrag bei den Carolina Hurricanes, der sowohl für die NHL, als auch für die AHL gültig war. Nach fünf Jahren verließ er Carolina im Dezember 2014 und schloss sich den Winnipeg Jets an, die im Gegenzug ein Wahlrecht für die sechste Runde des NHL Entry Draft 2015 an die Hurricanes abgaben. Im Februar 2016 wurde Harrison samt Andrew Ladd und Matt Fraser an die Chicago Blackhawks abgegeben, die im Gegenzug Marko Daňo und ein Erstrunden-Wahlrecht für den NHL Entry Draft 2016 zu den Jets schickten.
Harrison, der daraufhin zu Chicagos AHL-Kooperationspartner Rockford IceHogs geschickt wurde, absolvierte nach dem Transfer kein weiteres Spiel mehr und beendete seine aktive Karriere.

### International
Mit der kanadischen U20-Nationalmannschaft nahm Harrison an den U20-Junioren-Weltmeisterschaften der Jahre 2001 und 2002 teil. Dabei gewann er die Bronze- und Silbermedaille. Zuvor hatte der Verteidiger bereits beim Nations Cup 1999 die Goldmedaille gewonnen. Sein Debüt in der kanadischen Nationalmannschaft debütierte Harrison im Rahmen der Weltmeisterschaft 2013.

## Erfolge und Auszeichnungen
- 1998 Jack Ferguson Award
- 1999 OHL All-Rookie-Team
- 2001 Teilnahme am CHL Top Prospects Game

### International
- 1999 Goldmedaille beim Nations Cup
- 2001 Bronzemedaille bei der U20-Junioren-Weltmeisterschaft
- 2002 Silbermedaille bei der U20-Junioren-Weltmeisterschaft

## Karrierestatistik

### International
Vertrat Kanada bei:
- Nations Cup 1999
- U20-Junioren-Weltmeisterschaft 2001
- U20-Junioren-Weltmeisterschaft 2002
- Weltmeisterschaft 2013

(Legende zur Spielerstatistik: Sp oder GP = absolvierte Spiele; T oder G = erzielte Tore; V oder A = erzielte Assists; Pkt oder Pts = erzielte Scorerpunkte; SM oder PIM = erhaltene Strafminuten; +/− = Plus/Minus-Bilanz; PP = erzielte Überzahltore; SH = erzielte Unterzahltore; GW = erzielte Siegtore; 1 Play-downs/Relegation; Kursiv: Statistik nicht vollständig)